# Корнифиция
Корнифиция (лат. Cornificia; ок. 85 — 40 гг. до н. э.) — римская поэтесса, чьи произведения известны по упоминаниям поздних авторов, например, Иеронима Стридонского.

## Биография
Корнифиция принадлежала к последнему поколению, жившему при Римской республике. Она была дочерью Квинта Корнифиция, сестрой поэта, претора, авгура Корнифиция и вышла замуж за некоего Камерия. Предположительно, он был другом Катулла и упомянут в его 55-й поэме. Факт того, что брат Корнифиции был претором и авгуром, свидетельствует, что её семья занимала видное положение. Претор был магистратом и/или военным командующим, а авгур был жрецом, интерпретирующем волю богов по действиям птиц.
Средневековая писательница Кристина Пизанская в своём труде «Книга о граде женском» (1405) упоминала таланты Корнифиции особенно к поэзии и наукам.

## Творчество
Труды Корнифиции не сохранились до наших дней. Как поэт Корнифиция названа в «Хронике» Иеронима Стридонского (347—420 годы н. э.) при упоминании её брата:

Его сестрой была Корнифиция, от которой остались её знаменитые эпиграммыОригинальный текст (лат.)Huius soror Cornificia, cuius insignia extant epigrammata

Корнифиция является одной из 106 фигур трактата «О знаменитых женщинах» (ок. 1361—1374 год) итальянского поэта эпохи Возрождения Джованни Боккаччо, кто писал:
Её слава была равна славе её брата Корнифиция, кто был одним из самых известных поэтов своего времени. Не довольствуясь тем, что преуспела в столь восхитительном искусстве, она, вдохновлённая музами, бросила прялку и обратила свои руки, искусные в обращении с пером, к написанию Геликонских стихов…
Гуманист эпохи Возрождения Лаура Черета писала в письме к Биболо Семпрони:
Добавьте также Корнифицию, сестру поэта Корнифиция, чья преданность литературе принесла такие плоды, что можно сказать, она была вскормлена молоком Кастальских муз и писала эпиграммы, в которых каждая фраза украшена Геликонскими цветами.

## Память
В Риме сохранился памятник Корнифиции и её брату с надписью «лат. CORNIFICIA Q. F. CAMERI Q. CORNIFICIUS Q. F. FRATER PR. AUGUR» (Корнифиция — дочь Квинта, жена Камерия и [её] брат Квинт Корнифиций — претор и авгур).